# 게리 멘디시노
게리 멘디시노(Gerry Mendicino, 1950년 5월 18일 ~ )는 캐나다의 영화배우, 텔레비전 배우이다.

## 방송
- 레디 오어 낫

## 영화
- 나의 그리스식 웨딩 2 (2016년) - 타키 역
- 쏘우 - 여섯번의 기회 (2009년) - 제니터 역
- 럭키 넘버 슬레븐 (2006년)
- 퍼펙트 맨 (2005년)
- 모스 (2004년)
- 홀 인 원 (2004년)
- 911 위기의 시간 (2003년)
- 나의 그리스식 웨딩 (2002년)
- 와일드 아이리스 (2001년)
- 왓 케이티 디드 (1999년)
- 우먼 원티드 (1999년)
- 레릭 헌터 (1999년)
- 피스톨 저스티스 (1999년)
- 벤데타 (1999년)
- 유니버셜 솔저 3 (1998년)
- 코 끝에 매달린 사나이 (1998년)
- 못말리는 해결사 (1998년)
- 노 프로텍트 (1996년)
- 고티 (1996년)
- 레디 오어 낫 (1993년)
- 맥가이버의 사랑과 욕망 (1992년)
- 은반 위의 요정 (1990년)
- 게이트 2 (1990년)
- 포에버 나이트 (1989년)
- 밀크 앤 허니 (1988년)
- 나이트 히트 (1985년)
- 베드룸 아이스 (1984년)